# Coppa Intercontinentale FIFA 2025
La Coppa Intercontinentale FIFA 2025 sarà la 2ª edizione di questo torneo di calcio per squadre maschili di club organizzato dalla FIFA e si giocherà nel 2025, con la finale prevista per il 17 dicembre.

## Formato
- Primo turno: i vincitori della OFC Champions League 2025 affrontano i vincitori della CAF Champions League 2024-2025 nello "Spareggio Coppa Africa-Asia-Pacifico FIFA", in casa del club con il migliore ranking FIFA.
- Secondo turno: la squadra vincitrice dello "Spareggio Coppa Africa-Asia-Pacifico FIFA" affronta i vincitori della AFC Champions League Elite 2024-2025, nella "Coppa Africa-Asia-Pacifico FIFA", in casa del club con il migliore ranking FIFA. Nello stesso turno i vincitori della CONMEBOL Coppa Libertadores 2025 sfidano quelli della CONCACAF Champions Cup 2025 nel "Derby delle Americhe FIFA", in una sede neutra.
- Spareggio: i vincitori della "Coppa Africa-Asia-Pacifico FIFA" e del "Derby delle Americhe FIFA" si affrontano tra di loro nella "Challenger Cup FIFA", in una sede neutra.
- Finale: i vincitori della "Challenger Cup FIFA" affrontano i vincitori della UEFA Champions League 2024-2025 nella "Coppa Intercontinentale FIFA", in una sede neutra.

Se una partita termina in pareggio, è prevista la disputa dei tempi supplementari. In caso di ulteriore parità sono previsti i tiri di rigore per determinare la squadra vincitrice.

## Squadre partecipanti
| Squadra                       | Confederazione         | Qualificazione                                | Data qualificazione    | Partecipazioni (edizioni precedenti con vittorie in grassetto) |
| Club entrato in finale        | Club entrato in finale | Club entrato in finale                        | Club entrato in finale | Club entrato in finale                                         |
| ----------------------------- | ---------------------- | --------------------------------------------- | ---------------------- | -------------------------------------------------------------- |
| Paris Saint-Germain           | UEFA                   | Campione UEFA Champions League 2024-2025      | 31 maggio 2025         | 1ª                                                             |
| Club entrati al secondo turno |                        |                                               |                        |                                                                |
| Al-Ahli                       | AFC                    | Campione AFC Champions League Elite 2024-2025 | 3 maggio 2025          | 1ª                                                             |
| Cruz Azul                     | CONCACAF               | Campione CONCACAF Champions Cup 2025          | 1º giugno 2025         | 1ª                                                             |
| non conosciuta (bandiera)     | CONMEBOL               | Campione Coppa Libertadores 2025              | 29 novembre 2025       |                                                                |
| Club entrati al primo turno   |                        |                                               |                        |                                                                |
| Pyramids                      | CAF                    | Campione CAF Champions League 2024-2025       | 1º giugno 2025         | 1ª                                                             |
| Auckland City                 | OFC                    | Campione OFC Champions League 2025            | 12 aprile 2025         | 2ª (2024)                                                      |

## Partite

### Tabellone
|  | Spareggio Coppa Africa-Asia-Pacifico | Spareggio Coppa Africa-Asia-Pacifico |           |  | Derby delle Americhe Coppa Africa-Asia-Pacifico | Derby delle Americhe Coppa Africa-Asia-Pacifico |  |  | Challenger Cup | Challenger Cup |  |  | Coppa Intercontinentale | Coppa Intercontinentale |
|  |                                      |                                      |           |  |                                                 |                                                 |  |  |                |                |  |  |                         |                         |
|  |                                      |                                      |           |  |                                                 |                                                 |  |  |                |                |  |  |                         |                         |
|  |                                      |                                      |           |  |                                                 |                                                 |  |  |                |                |  |  |                         |                         |
|  |                                      |                                      |           |  |                                                 |                                                 |  |  |                |                |  |  |                         |                         |
|  |                                      |                                      |           |  |                                                 |                                                 |  |  |                |                |  |  |                         |                         |
|  |                                      |                                      |           |  |                                                 |                                                 |  |  |                |                |  |  |                         |                         |
|  |                                      |                                      |           |  |                                                 |                                                 |  |  |                |                |  |  |                         |                         |
|  |                                      |                                      |           |  |                                                 |                                                 |  |  |                |                |  |  |                         |                         |
|  |                                      |                                      |           |  |                                                 |                                                 |  |  |                |                |  |  |                         |                         |
|  |                                      |                                      |           |  |                                                 |                                                 |  |  |                |                |  |  |                         |                         |
|  |                                      |                                      |           |  |                                                 |                                                 |  |  |                |                |  |  |                         |                         |
|  |                                      |                                      |           |  |                                                 |                                                 |  |  |                |                |  |  |                         |                         |
|  |                                      |                                      |           |  |                                                 |                                                 |  |  |                |                |  |  |                         |                         |
|  |                                      |                                      |           |  |                                                 |                                                 |  |  |                |                |  |  |                         |                         |
|  |                                      |                                      |           |  |                                                 |                                                 |  |  |                |                |  |  |                         |                         |
|  |                                      |                                      |           |  |                                                 |                                                 |  |  |                |                |  |  |                         |                         |
|  |                                      |                                      |           |  |                                                 |                                                 |  |  |                |                |  |  |                         |                         |
|  |                                      |                                      |           |  |                                                 |                                                 |  |  |                |                |  |  |                         |                         |
|  |                                      |                                      |           |  |                                                 |                                                 |  |  |                |                |  |  |                         |                         |
|  |                                      |                                      |           |  |                                                 |                                                 |  |  |                |                |  |  |                         |                         |
|  |                                      |                                      |           |  |                                                 |                                                 |  |  |                |                |  |  |                         |                         |
|  |                                      |                                      |           |  |                                                 |                                                 |  |  |                |                |  |  |                         |                         |
|  |                                      |                                      |           |  |                                                 |                                                 |  |  |                |                |  |  |                         |                         |
|  |                                      |                                      |           |  |                                                 |                                                 |  |  |                |                |  |  |                         |                         |
|  | Paris Saint-Germain                  |                                      |           |  |                                                 |                                                 |  |  |                |                |  |  |                         |                         |
|  |                                      |                                      |           |  |                                                 |                                                 |  |  |                |                |  |  |                         |                         |
|  |                                      |                                      |           |  |                                                 |                                                 |  |  |                |                |  |  |                         |                         |
|  |                                      |                                      |           |  |                                                 |                                                 |  |  |                |                |  |  |                         |                         |
|  |                                      |                                      |           |  |                                                 |                                                 |  |  |                |                |  |  |                         |                         |
|  |                                      |                                      |           |  |                                                 |                                                 |  |  |                |                |  |  |                         |                         |
|  |                                      |                                      |           |  |                                                 |                                                 |  |  |                |                |  |  |                         |                         |
|  |                                      |                                      |           |  |                                                 |                                                 |  |  |                |                |  |  |                         |                         |
|  |                                      |                                      | Cruz Azul |  |                                                 |                                                 |  |  |                |                |  |  |                         |                         |
|  |                                      |                                      |           |  |                                                 |                                                 |  |  |                |                |  |  |                         |                         |
|  |                                      |                                      |           |  |                                                 |                                                 |  |  |                |                |  |  |                         |                         |
|  |                                      |                                      |           |  |                                                 |                                                 |  |  |                |                |  |  |                         |                         |
|  |                                      |                                      |           |  |                                                 |                                                 |  |  |                |                |  |  |                         |                         |
|  |                                      |                                      |           |  |                                                 |                                                 |  |  |                |                |  |  |                         |                         |
|  |                                      |                                      |           |  |                                                 |                                                 |  |  |                |                |  |  |                         |                         |
|  |                                      |                                      |           |  |                                                 |                                                 |  |  |                |                |  |  |                         |                         |
|  |                                      |                                      |           |  |                                                 |                                                 |  |  |                |                |  |  |                         |                         |
|  |                                      |                                      |           |  |                                                 |                                                 |  |  |                |                |  |  |                         |                         |
|  | Al-Ahli                              |                                      |           |  |                                                 |                                                 |  |  |                |                |  |  |                         |                         |
|  |                                      |                                      |           |  |                                                 |                                                 |  |  |                |                |  |  |                         |                         |
|  |                                      |                                      |           |  |                                                 |                                                 |  |  |                |                |  |  |                         |                         |
|  | Pyramids                             |                                      |           |  |                                                 |                                                 |  |  |                |                |  |  |                         |                         |
|  |                                      |                                      |           |  |                                                 |                                                 |  |  |                |                |  |  |                         |                         |
|  | Auckland City                        |                                      |           |  |                                                 |                                                 |  |  |                |                |  |  |                         |                         |
|  |                                      |                                      |           |  |                                                 |                                                 |  |  |                |                |  |  |                         |                         |

### Spareggio Coppa Africa-Asia-Pacifico
| 2025, ore --:-- Gara 1 | Pyramids | – | Auckland City |  |

### Coppa Africa-Asia-Pacifico
| 2025, ore --:-- Gara 2 | Al-Ahli | – | Vincente gara 1 |  |

### Derby delle Americhe
| 10 dicembre 2025, ore --:-- Gara 3 | Campioni CONMEBOL | – | Cruz Azul |  |

### Challenger Cup
| 13 dicembre 2025, ore --:-- Gara 4 | Vincente gara 3 | – | Vincente gara 2 |  |

### Coppa Intercontinentale
| 17 dicembre 2025, ore --:-- Gara 5 | Paris Saint-Germain | – | Vincente gara 4 |  |